# Rito masónico

La escuadra y el compás, dos símbolos masónicos por excelencia.

El rito masónico es el conjunto de ceremonias que, por una parte, estructuran el trabajo colectivo efectuado por las logias y, por otra parte, favorece el trabajo introspectivo de cada francmasón. 
La francmasonería, siendo una orden iniciática, se apoya en ritos cuyas raíces provienen de tiempos más antiguos. El rito consiste en el conjunto de reglas y ceremonias constituyendo un todo, coherente y definido en diferentes grados. Aprendiz, Compañero y Maestro, por ejemplo, para los tres que componen la Francmasonería 'azul' o Francmasonería Simbólica.
El conjunto de ritos masónicos ha sido codificado y ha evolucionado con el tiempo para corresponder con la evolución de las sociedades y hombres que las componen. Los rituales definen así las prácticas específicas de cada rito.
La francmasonería, según su rito, utiliza ceremonias sacramentales desde su interpretación más amplia o en su defecto utiliza procedimientos no sacros. La francmasonería moderna es una institución filosófica y especulativa, cuyos miembros se comprometen a trabajar por el progreso moral y material de ellos mismos y de la humanidad, mediante el propio perfeccionamiento por la práctica de ritos iniciáticos, el conocimiento de los símbolos y el estudio de las ciencias. Un distintivo esencial en la masonería es su carácter tradicional conservado en los ritos y en los símbolos. Durante siglos fue artesanal, operativa, y se extendió por Europa en los años de la construcción de catedrales; hasta que se incorporaron personas con oficio no operativo, dándole el carácter simbólico y/o filosófico que tiene en la actualidad.
Existen numerosos ritos masónicos, cada uno tiene sus propios signos, palabras de pase y ceremonias y número de grados que lo identifican. Los ritos masónicos no tienen jerarquía y no se podría decir cuál es mejor que otro. Cada uno de ellos corresponde a una sensibilidad y una aproximación particular a la historia de la espiritualidad. Pero sí tienen todos en común los principios fundamentales de la francmasonería, tales como la tolerancia, el amor de la Humanidad y la búsqueda de la verdad.

## Características
El rito masónico se caracteriza por ser iniciático, esotérico y tradicional.
- Es iniciático en el sentido de que es necesario haber sido "iniciado", después de un paso voluntario, en una vía nueva y gradual de autoconocimiento y desarrollo.
- Es esotérico, sin que esta palabra implique nada en un sentido "mágico" o que se relacione con el "ocultismo", en el sentido de que se expresa mediante un lenguaje simbólico. Es decir, que es el propio francmasón, mediante su experiencia personal, el que irá desvelando el valor de los símbolos del rito en su propia edificación moral e intelectual.
- Es tradicional porque emana en gran medida de tradiciones y mitos ancestrales de la humanidad.

## Masonería azul
A pesar de la diversidad de grados y ritos, existe una unidad fundamental en la masonería, llamada la masonería azul o masonería simbólica, que comprende los tres primeros grados de Aprendiz, Compañero y Maestro.[cita requerida]

## Principales ritos masónicos practicados en el mundo
Existen dos corrientes ritualísticas históricas que desembocaron en los diferentes ritos que se practican hoy en día: 
- la corriente de los "Modernos" (fundadores de la primera Gran Logia de Londres, en 1717), y

- la corriente de los "Antiguos" (los mismos que fundaron hacia 1732 la Gran Logia de Escocia, aunque su rito había sido creado anteriormente y aún se practica en Bristol y en todas las Grandes Logias de Estados Unidos).

## Principales ritos derivados de los rituales de los "Modernos"
- Rito Escocés Antiguo y Aceptado
- Rito Francés (Rito Moderno)
- Rito Escocés Rectificado
- Rito Nacional Mexicano (fundado en 1825)

## Principales ritos derivados de los rituales de los "Antiguos"
- Rito York o Americano
- Rito de Emulación
- Rito Schröder
- Rito Escocés o Rito Escocés Estándar o Rito Estándar de Escocia

## Otros ritos
- Rito de Memphis y Mizraím
- Rito Antiguo y primitivo de Memphis
- Rito Nacional Paraguayo
- Rito Sueco
- Rito Zinnendorf
- Rito de la Estricta Observancia Templaria
- Rito Escocés Primitivo
- Rito Operativo de Salomón
- Rito Brasileño
- Rito Escocés Filosófico
- Rito Escocés Primitivo
- Rito Reformado
- Rito Helvético Reformado
- Rito de Fessler
- Rito de Schröder
- Rito de la Gran Logia de los Tres Globos
- Rito del Elegido de la Verdad
- Rito del Velo Púrpura
- Rito del capítulo de Clermont
- Rito del Derecho Humano
- Rito de Permnetty
- Rito de la Estrella Flamígera
- Rito de Chastanier
- Rito de los Filaletes
- Rito primitivo de los Filadelfos
- Rito del Gran Juramento
- Rito del Hermano Henoch
- Rito Oriental de Memphis
- Rito Egipcio o de Mizraim
- Rito de la Estricta Observancia
- Rito de la Observancia Laxa
- Rito de los Arquitectos Africanos
- Rito de los Hermanos del Asia
- Rito de Perfección
- Rito de los Elegidos Cohens
- Rito de los Emperadores del este y del Oeste
- Rito Primitivo de Narbona
- Rito de la Orden del Templo
- Rito Sueco
- Rito Templario
- Rito de Swedenborg
- Rito Egipcio de Cagliostro
- Rito de los Caballeros Bienhechores de la Ciudad Santa
- Rito de Guantes
- Rito Perfectibilista
- Rito Masónico Luciferino

Los ritos no aparecen ni en orden de fechas de su aparición ni de importancia.